# 7124 Glinos
A 7124 Glinos (ideiglenes jelöléssel 1990 OJ4) a Naprendszer kisbolygóövében található aszteroida. Henry E. Holt fedezte fel 1990. július 24-én.